# To Trehandiri
"To Trehandiri, em  (alfabeto grego: Το τρεχαντήρι, tradução portuguesa:  "O Trehandiri", um tipo de barco típico grego), foi a canção que representou a Grécia no Festival Eurovisão da Canção 1994 que teve lugar em Dublin, na Irlanda. Na noite do festival, o título foi alterado para "Diri Diri", para ser mais soado no resto da Europa.
Foi interpretada em grego por  Kostas Bigalis & The Sea Lovers. Foi a décima-nona canção a ser interpretada na noite do festival, a seguir à canção da Bósnia e Herzegovina "Ostani kraj mene" , interpretada por Alma & Dejan e antes da canção austríaca "Für den Frieden der Welt", cantada por Petra Frey. Terminou a competição em 14.º lugar (entre 25 concorrentes), recebendo um total de 44 pontos. No ano seguinte, em 1995 a Grécia fez-se representar com o tema "Pia Prosefhi", interpretado por Elina Konstantopoulou

## Autores
- Letra: Kostas Bigalis
- Música: Kostas Bigalis
- Maestro: Noel Kelehan

## Letra
A canção é uma balada de amor, com Bigalis cantando à sua amante sobre um período em que ambos viajaram num trehandiri à volta das ilhas gregas. 